# Episodi di Libera
La prima stagione della serie televisiva Libera, composta da 8 episodi, è stata trasmessa in prima visione su Rai 1 dal 19 novembre al 10 dicembre 2024 con due episodi alla volta in quattro prime serate. Il primo episodio è stato pubblicato in anteprima su RaiPlay il 16 novembre 2024.
| nº | Titolo                                    | Prima TV         |
| -- | ----------------------------------------- | ---------------- |
| 1  | In claris non fit interpretatio           | 19 novembre 2024 |
| 2  | Homo faber fortunae suae                  | 19 novembre 2024 |
| 3  | Veritas laborat saepe, exinguitur numquam | 26 novembre 2024 |
| 4  | Pacta sunt servanda                       | 26 novembre 2024 |
| 5  | Dura lex sed lex                          | 3 dicembre 2024  |
| 6  | Abundans cautela non nocet                | 3 dicembre 2024  |
| 7  | In dubio pro reo                          | 10 dicembre 2024 |
| 8  | Lex aequa omnia est                       | 10 dicembre 2024 |

## In claris non fit interpretatio
- Diretto da: Gianluca Pezzella
- Scritto da: Mauro Casiraghi, Eleonora Fiorini

### Trama
Libera Orlando, giudice a Trieste, cerca il responsabile della morte della figlia, Bianca, avvenuta quindici anni prima e per riuscirci è disposta a tutto. Durante un'udienza si imbatte in Pietro Zanon, pregiudicato con diversi precedenti penali e al quale lei impone l'obbligo di firma. Libera è convinta che si tratti dell'assassino di sua figlia e gli sta addosso. Un giorno decide di affrontarlo nel quartiere popolare nel quale ha preso casa dopo essere stato scarcerato: con l'aiuto di un suo conoscente che abita lì lo carica su un furgone interrogandolo in un appartamento sul mare con l'intenzione di farlo confessare. Zanon riesce però a liberarsi e ad ammanettare Libera: prima di andarsene le ribadisce di non avere a che fare con la morte di Bianca pur sapendo chi sia il responsabile.
- Altri interpreti: David Sebasti (PM De Marco), Enzo Casertano (Giuseppe Caria), Francesca Giovannetti (Sibilla).
- Ascolti: telespettatori 3 409 000 – share 18,8%[1].

## Homo faber fortunae suae
- Diretto da: Gianluca Pezzella
- Scritto da: Mauro Casiraghi, Eleonora Fiorini

### Trama
Libera riesce a liberarsi e a far ritorno a casa. Poco dopo avvicina nuovamente Zanon fuori da casa sua e i due si allontanano a bordo di uno scooter mentre è in corso una retata della polizia guidata dal suo ex marito, vicequestore. Libera racconta a Zanon che sua figlia non può essere morta a causa di un'overdose, poiché aveva smesso di drogarsi dopo la nascita della bambina. Il pregiudicato rimane spiazzato perché non sapeva che Bianca avesse una figlia e fa capire di esserne il padre. Zanon è convinto che il responsabile della morte della sua ex sia tale Vanni dello Yacht Club del porto e si intrufola in casa sua con una pistola ma l'uomo lo tramortisce. Poco dopo Zanon viene soccorso da Isabella, sorella di Libera.
- Altri interpreti: Lorenzo Acquaviva (giudice Furlan), Francesca Giovannetti (Sibilla).
- Ascolti: telespettatori 3 409 000 – share 18,8%[1].

## Veritas laborat saepe, exstinguitur numquam
- Diretto da: Gianluca Pezzella
- Scritto da: Mauro Casiraghi, Eleonora Fiorini

### Trama
Libera e Pietro si mettono sulle tracce di Vanni Rosani e lo bloccano nella casa di riposo che ospita sua nonna. Il titolare dello Yacht Club racconta di aver versato, su richiesta di alcune persone di cui non vuole fare il nome, una sostanza nel bicchiere di Bianca, hostess nel suo locale, poco prima della sua morte e viene convinto dalla giudice a mettere tutto per iscritto. Poco dopo però Rosani viene a sapere che sua nonna ha ricevuto un mazzo di fiori con un bigliettino che recita Pacta sunt servanda (i patti vanno rispettati) e, sentendosi in pericolo, cambia idea e lascia Trieste. Libera e Pietro, parlando con la nonna di Rosani, capiscono che si sta per imbarcare con destinazione Tangeri e si precipitano al porto ma lo trovano morto accanto alla sua auto.
- Altri interpreti: Loredana Cannata (avvocato Elena Gregori), Enzo Casertano (Giuseppe Caria), Francesca Giovannetti (Sibilla).
- Ascolti: telespettatori 3 595 000 – share 17,9%[2].

## Pacta sunt servanda
- Diretto da: Gianluca Pezzella
- Scritto da: Mauro Casiraghi, Eleonora Fiorini

### Trama
Sulla scena del crimine l'ex marito di Libera, Moresco, trova il suo cellulare e glielo riporta a casa ma la giudice inventa una scusa per averlo perso. Libera e Pietro raggiungono Lubiana, dove si incontrano con Giacomo Ferrero, figlio del capo di Libera (il presidente della sezione penale Aldo Ferrero) e amico di Bianca che a suo dire prima di morire era preoccupata per qualcosa. I due si convincono del fatto che la ragazza possa essere stata uccisa perché aveva scoperto qualcosa, un ipotetico caso di corruzione che coinvolgeva Aldo Ferrero. Nel frattempo il vicequestore Moresco scopre che Rosani era stato contattato da Libera e, su richiesta del PM De Marco, la conduce in Questura.
- Altri interpreti: Maurizio Zacchigna (Italo Zanon), Anita Kravos (Gina), Gianluca Bazzoli (Giacomo Ferrero), Dario Manera (Riccardo), David Sebasti (PM De Marco).
- Ascolti: telespettatori 3 248 000 – share 19,7%[2].

## Dura lex sed lex
- Diretto da: Gianluca Pezzella
- Scritto da: Mauro Casiraghi, Eleonora Fiorini

### Trama
Libera, sentita dal PM De Marco, ribadisce che le è stato rubato il cellulare e nega di essere coinvolta nell’omicidio di Rosani intimando il magistrato a trasferire gli atti ai colleghi competenti di Bologna. La giudice, insieme al collega Ettore Rizzo, si mette a cercare dei possibili processi aggiustati da Ferrero. Pietro intanto si imbatte nel vicequestore Moresco che lo interroga in Questura insieme a De Marco: il pregiudicato racconta di aver rubato il telefono alla Orlando e di averlo poi rivenduto a Rosani perché aveva bisogno di soldi. De Marco racconta subito a Ferrero che Libera prima ha graziato Zanon condannandolo all’obbligo di firma per poi assumerlo come imbianchino in casa. Nel processo per direttissima De Marco ottiene la custodia cautelare per Zanon fino al termine delle indagini. Nel frattempo Clara sente discutere i nonni riguardo alla morte della madre e sconvolta scappa di casa. 
- Altri interpreti: Maurizio Zacchigna (Italo Zanon), Anita Kravos (Gina), David Sebasti (PM De Marco), Lorenzo Acquaviva (giudice Furlan), Loredana Cannata (avvocato Elena Gregori), Leonardo Di Carmine (giudice), Giuseppe Gandini (medico legale), Francesca Giovannetti (Sibilla).
- Ascolti: telespettatori

## Abundans cautela non nocet
- Diretto da: Gianluca Pezzella
- Scritto da: Mauro Casiraghi, Eleonora Fiorini

### Trama
Clara sparisce per qualche ora insieme a Elia fino a quando viene ritrovata dalla nonna e riportata a casa dove le viene spiegato che la madre non è morta per overdose e che è stata uccisa. De Marco scopre che Zanon aveva una relazione con Bianca e pensa che Libera possa essersi vendicata di Rosani chiedendo a Pietro di ucciderlo; Ferrero ha paura però che venga fatta luce sulla morte della ragazza e chiede al PM di non fare troppo rumore. Nel frattempo Pietro in carcere chiede aiuto a tale Bogdan per scoprire quale processo abbia aggiustato Ferrero.
- Altri interpreti: David Sebasti (PM De Marco), Loredana Cannata (avvocato Elena Gregori), Lorenzo Acquaviva (giudice Furlan), Rinat Khismatouline (compagno di cella di Zanon), Maurizio Zacchigna (Italo Zanon), Anita Kravos (Gina), Ilir Jacellari (Bogdan).
- Ascolti: telespettatori

## In dubio pro reo
- Diretto da: Gianluca Mazzella
- Scritto da: Mauro Casiraghi, Eleonora Fiorini

### Trama
Pietro Zanon viene scarcerato grazie a un falso alibi che gli fornisce il padre e subito si dirige con Libera al cantiere navale di Sergio Covacich, imputato per traffico internazionale di stupefacenti e assolto quindici anni prima, chiedendo informazioni per l’acquisto di una barca. L’uomo si insospettisce quando i due fanno riferimento a Rosani e mette un suo uomo a pedinarli. Quest’ultimo, noto come Teschio, una sera infrange la vetrina dell’osteria del padre di Zanon investendolo poco dopo con la sua auto. Libera scopre che ad occuparsi del caso Covacich nel 2008 era stato proprio Ferrero con i colleghi Furlan e Bosso; quest’ultimo era andato in pensione poco dopo. Nel frattempo Clara si sente male a scuola dopo aver bevuto da una borraccia alla fermata dell’autobus: la ragazza non si era accorta che Teschio le aveva messo dell’anfetamina nella bevanda. Moresco minaccia Zanon dicendogli che non deve più avvicinarsi alla nipote. Libera intanto affronta Ferrero ma questo risponde dicendo che fu Carlo Bosso a spingere per l’assoluzione di Covacich e in cambio lo sostenne per la candidatura a presidente di sezione. Libera ed Ettore fanno visita a Bosso nella casa di cura ma l’uomo ha l’alzheimer e non risponde nel merito.
- Altri interpreti: David Sebasti (PM De Marco), Loredana Cannata (avvocato Elena Gregori), Maurizio Zacchigna (Italo Zanon), Anita Kravos (Gina), Federico Scribani (Sergio Covacich), Luca Filippi (Teschio), Augusto Zucchi (Carlo Bosso), Dario Manera (Riccardo), Lorenzo Acquaviva (giudice Furlan).

## Lex aequa omnia est
- Diretto da: Gianluca Mazzella
- Scritto da: Mauro Casiraghi, Eleonora Fiorini

### Trama
Covacich cerca di far fuori Teschio poiché sa troppe cose ma il ragazzo scappa e viene fermato da Zanon che lo interroga con Libera; dal racconto del ragazzo si evince che era coinvolto un altro giudice nel 2008. Moresco si convince a collaborare con Pietro e Libera per risolvere il caso. Covacich segue Pietro e trova il nascondiglio di Teschio: i due ragazzi riescono a fuggire e vengono salvati dalla volante di Moresco. Poco dopo la polizia trova Covacich impiccato nel suo cantiere e nel suo cellulare vengono trovare diverse chiamate a Rosani. Libera non crede al suicidio e sospetta che sia il PM De Marco la persona vista da Teschio. Il ragazzo però da una foto riconosce Ettore Rizzo e Pietro allerta Libera mandandole un messaggio ma lei in quel momento si trova proprio sulla barca del collega corrotto. Libera smaschera Ettore spingendolo a confessare: il giudice racconta che per sdebitarsi aveva aiutato Covacich a corrompere Bosso allo Yacht Club dove era stato visto da Bianca che quindi era stata eliminata dal trafficante per paura che potesse raccontare l'episodio alla madre; il collega aggiunge di aver dovuto uccidere Covacich perché voleva eliminarla. Libera dice che ha registrato la sua confessione e quando Ettore cerca di fermarla lei lo spinge contro un palo facendolo cadere in acqua. La giudice si getta quindi per salvare il collega che poco dopo viene consegnato alla polizia. Nel finale Ferrero lascia il posto a Libera che ha finalmente ottenuto giustizia mentre Clara si ricongiunge con quello che ha scoperto essere suo padre, Pietro.
- Altri interpreti: David Sebasti (PM De Marco), Loredana Cannata (avvocato Elena Gregori), Maurizio Zacchigna (Italo Zanon), Anita Kravos (Gina), Federico Scribani (Sergio Covacich), Luca Filippi (Teschio), Augusto Zucchi (Carlo Bosso), Dario Manera (Riccardo), Lorenzo Acquaviva (giudice Furlan), Gianluca Bazzoli (Giacomo Ferrero), Enzo Casertano (Giuseppe Caria), Giuseppe Gandini (medico legale), Francesca Giovannetti (Sibilla).